# Edward Johnson (tenor)
Edward Patrick Johnson (Guelph, Ontario, Canadá, 22 de agosto de 1878 - Guelph, 20 de abril de 1959) fue un tenor canadiense, que actuó fuera de Norteamérica con el seudónimo de Edoardo Di Giovanni, y que, tras concluir su carrera de cantante de ópera, fue director de la Metropolitan Opera de Nueva York entre 1935 y 1950.

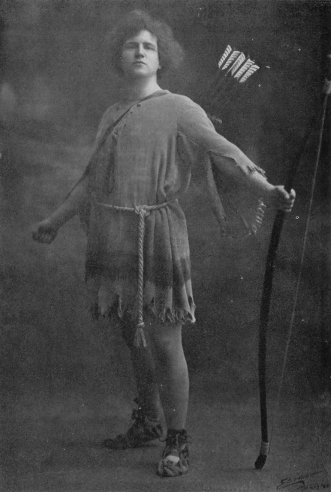
Como Parsifal

Tras cantar durante algunos años en coros y conciertos en América del Norte, y llegar a debutar como protagonista en Broadway (Ein Walzertraum, de Oscar Straus) Johnson viajó a Europa en 1908, aconsejado por Enrico Caruso, para estudiar en Florencia. Debutó como tenor operístico en Padua en 1912 (Andrea Chenier), donde comenzó una carrera como cantante internacional, con el nombre de Edoardo Di Giovanni, que le llevó a participar en diversos estrenos de Alfano o Pizzetti, así como en los estrenos italianos de Parsifal (su debut en la Scala de Milán, 1914) e Il Trittico (Roma, 1919). Su carrera le llevó a cantar en Gran Bretaña, España y Sudamérica, culminando con su debut en Norteamérica, en Chicago en 1919, y en el Metropolitan de Nueva York en 1922. Johnson se incorporó a la compañía del Met, en la que permaneció durante trece años, hasta su retirada en 1935, destacando principalmente en Pelléas, Roméo, y en los papeles protagonistas de las óperas de Deems Taylor que estrenó.
El mismo año de su retirada, Johnson asumió el cargo de director general del Met, tras quedar éste vacante, por el repentino fallecimiento de Herbert Witherspoon, que solo llevaba seis semanas en el cargo. Johnson dirigió la compañía durante los difíciles años de la Gran Depresión y la Segunda Guerra Mundial. Dejó el cargo en manos de Rudolf Bing en 1950, y se retiró a su localidad natal, donde se dedicó a la enseñanza y la promoción de la música, y donde falleció en 1959, víctima de un ataque cardiaco.